# Aspenden
Aspenden – wieś w Anglii, w hrabstwie Hertfordshire, w dystrykcie East Hertfordshire. Leży 17 km na północ od miasta Hertford i 49 km na północ od centrum Londynu. W 2001 miejscowość liczyła 222 mieszkańców.